# С-15
С-15, «Колхозница» — советская дизель-электрическая торпедная подводная лодка серии IX-бис, С — «Средняя» времён Второй мировой войны. Построена в 1939-1943 годах, до 1956 года входила в состав Северного флота.

## История корабля

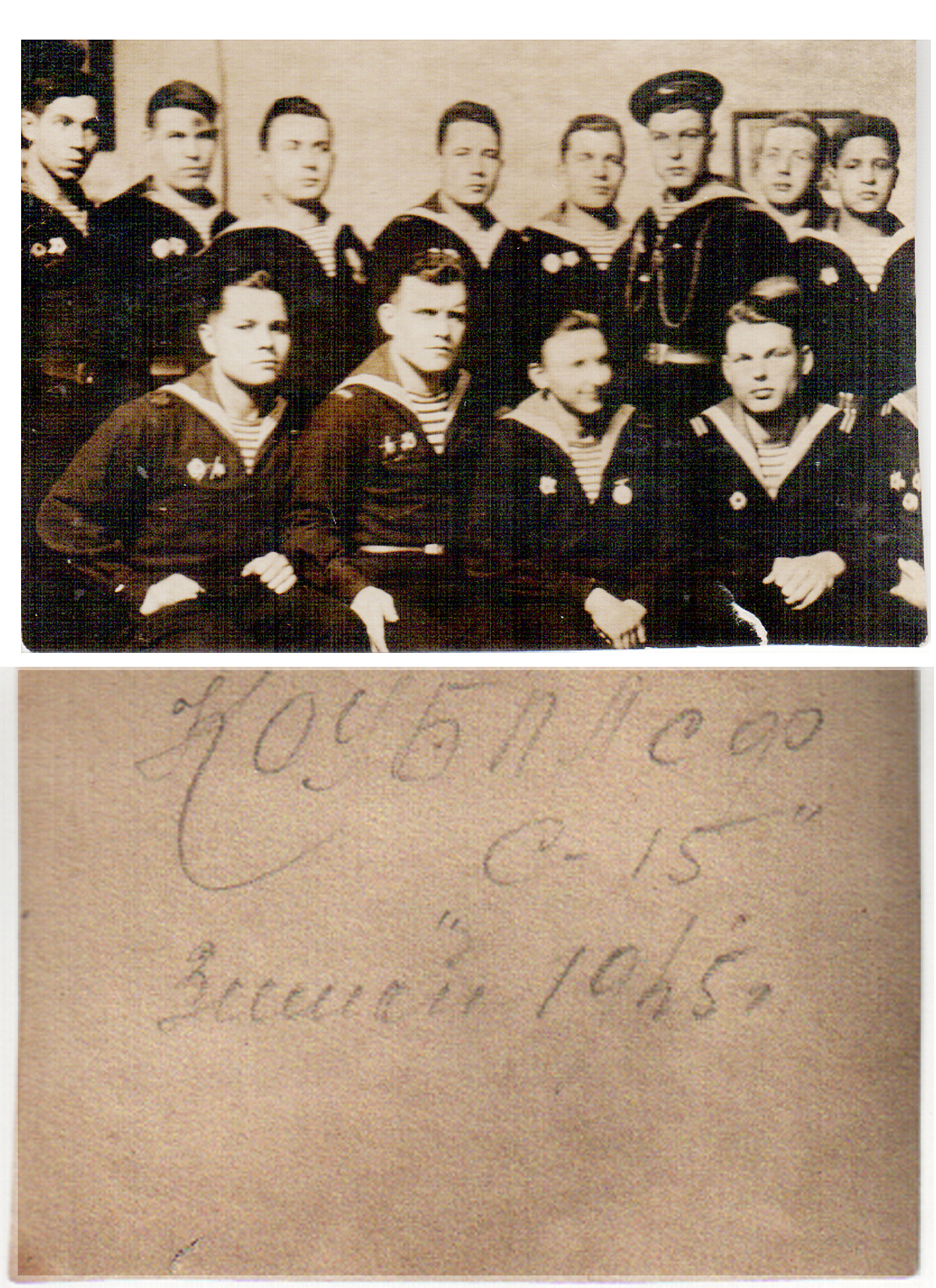
Члены экипажа С-15, 1945 год.

Заложена 10 августа 1939 года на заводе № 112 в Горьком под стапельным номером 271, строительство финансировалось на средства, собранные трудящимися. Спущена на воду 24 апреля 1940 года.
Начало Великой Отечественной войны С-15 встретила на заводе № 112 в достройке. Вместе с С-14, С-103 и С-104 она была переведена на Каспийское море, где проходила сдаточные испытания. Вступила в строй (дата подписания приёмного акта) 20 декабря 1942 года, официально вошла в состав флота 21 января 1943 года под командованием капитан-лейтенанта Александра Ивановича Мадиссона, назначенного ещё в мае 1941 года и ранее командовавшего подлодкой «Ронис».
Весной 1943 года С-15 была переведена на Северный флот. 15 октября лодка прибыла в Полярное, 18 ноября вышла в боевой поход. 23 ноября С-15 двумя торпедами атаковала группу норвежских каботажных судов в сопровождении немецких противолодочных кораблей. На лодке слышали два взрыва, но в немецких документах эта атака даже не зафиксирована.
Второй боевой поход прошёл с 21 по 24 января 1944 года в рамках операции «РВ-1» и был безрезультатным. 20-23 февраля С-15 снова выходила в море, но вернулась после жалоб командира, перенёсшего в 1938 году инфаркт, на сердце. Лодочный врач, при этом, не обнаружил у Мадиссона ничего, кроме переутомления. 23 февраля лодка была встречена комдивом Егоровым и начштаба бригады Скорохватовым. Два начальника бесцеремонно выложили командиру все свои мысли на его счёт и пригрозили трибуналом. На следующий день, 24 февраля, командующий флотом принял решение оставить Мадиссона в должности и готовить лодку к новому походу, однако Александр Иванович к тому времени застрелился у себя в каюте.
В следующем походе, в марте-апреле 1944 года, С-15 под командованием Г. К. Васильева и с обеспечивающим комдивом Егоровым, успешно произвела высадку разведывательной группы.
В мае лодка совершила боевой поход в рамках операции «РВ-7», после которого встала на ремонт до августа. В октябре С-15 совершила ещё один поход, в котором получила повреждения во время 8-балльного шторма и при форсировании льда. Между последовавшим ремонтом с докованием и текущим ремонтом, в который лодка встала в начале января 1945 года, походов не было. Окончание войны С-15 встретила в ремонте.
До 29 декабря 1955 года С-15 продолжала службу в составе Северного флота, после чего прослужила ещё около года как плавучая зарядовая станция ПЗС-27.
26 июня 1956 года лодку исключили из списка плавсредств флота и списали на слом.

## В кинематографе
- Художественный фильм Александра Иванова «Подводная лодка Т-9» (1943). Съемки фильма проходили во время сдаточных испытаний лодки на Каспии